# SuperMaratona dell'Etna
La SuperMaratona dell'Etna è una gara di corsa in montagna che si disputa annualmente sull'Etna. È conosciuta come quella col più grande dislivello del mondo, visto che la partenza è a Marina di Cottone, circa 0 m s.l.m., mentre l'arrivo è ai crateri sommitali etnei, quota 3000 metri.

## Storia
La prima edizione della SuperMaratona (in quanto il tracciato è di 43 km anziché i classici 42,195) si disputò nel 2004.
Seguirono poi edizioni annue fino al 2008. Dal 2009 la manifestazione non venne più organizzata per riprendere poi nel 2012 con la sesta edizione.
La gara si svolge tutta in salita, con partenza dal livello del mare ed arrivo, su strada sterrata, sotto i crateri sommitali del vulcano siciliano. Una prerogativa della manifestazione è che i concorrenti sono in grado di intravedere il traguardo fin dalla partenza e questo è certamente unico in qualsiasi altra manifestazione del genere.

## Albo d'oro

### Maschile
| Edizione | Atleta                          | Tempo           | Data                                     |
| -------- | ------------------------------- | --------------- | ---------------------------------------- |
| I        | Franco Plesnikar Gino Caneva    | 4h12'17"        | 5-6-2004                                 |
| II       | Franco Plesnikar Rachid Chlikhj | 4h05'40"        | 25-6-2005                                |
| III      | Mario Fattore                   | 3h59'04"        | 3-6-2006                                 |
| IV       | Giorgio Calcaterra              | 3h48'02"        | 9-6-2007                                 |
| V        | Giorgio Calcaterra              | 3h43'44" (n.r.) | 14-6-2008 (arrivo a 3000 metri)          |
| VI       | Lorenzo Trincheri               | 3h50'37"        | 16-6-2012                                |
| VII      | Lorenzo Trincheri               | 3h50'37"        | 15-6-2013                                |
| VIII     | Lorenzo Trincheri               | 3h34'37" (n.r.) | 14-6-2014 (arrivo a quota 2820 metri)    |
| IX       | Buccafusca Massimo              | 4h02'56"        | 13- 06- 2015 (arrivo a quota 2820 metri) |
| X        | Catania Vito Massimo            | 3h58'31"        | 11-06-2016 (arrivo a quota 2820 metri)   |
| XI       | Bortolas Manuel                 | 3h52'35"        | 10-06-2017 (arrivo a quota 2820 metri)   |
| XII      | Kiredjian Joris                 | 4h05'21"        | 09-06-2018 (arrivo a quota 2820 metri)   |
| XIII     | Mangano Francesco               | 4h18'57"        | 08-06-2019 (arrivo a quota 2820 metri)   |
| XIV      | Pace Gabriele Maria             | 3h40'05''       | 12-06-2021 (arrivo a quota 2820 metri)   |
| XV       | Lometti Matteo                  | 3h51'20''       | 11 06 2022 (arrivo a quota 2820 metri)   |
| XVI      | Raiti alessandro                | 4h06'21"        | 10 06 2023 (arrivo a quota 2820 metri)   |
| XVII     | Dalmasso Nicolas                | 3h54'02"        | 08/06/2024 (arrivo a quota 2820 metri)   |

### Femminile
| Edizione | Atleta               | Tempo                | Data                                    |
| -------- | -------------------- | -------------------- | --------------------------------------- |
| I        | Nessuna partecipante | Nessuna partecipante | Nessuna partecipante                    |
| II       | Clara Granata        | 6h18'40"             | 25-6-2005                               |
| III      | Clara Granata        | 5h14'57"             | 3-6-2006                                |
| IV       | Monica Casiraghi     | 4h45'18"             | 9-6-2007                                |
| V        | Monica Casiraghi     | 4h39'18"             | 14-6-2008                               |
| VI       | Lara La Pera         | 5h22'05"             | 16-6-2012                               |
| VII      | Francesca Marin      | 4h45'18"             | 15-6-2013                               |
| VIII     | Graziella Bonanno    | 5h23'58"             | 14-6-2014 (arrivo a quota 2820 metri)   |
| IX       | La Pera Lara         | 5h02'28"             | 13-06-2015 (arrivo a quota 2820 metri)  |
| X        | La Pera Lara         | 5h06'22"             | 11-06-2016 (arrivo a quota 2820 metri)  |
| XI       | Magliano Camilla     | 4h22'03"             | 10-06-2017 (arrivo a quota 2820 metri)  |
| XII      | La Pera Lara         | 4h58'25              | 09-06-2018 (arrivo a quota 2820 metri)  |
| XIII     | Korodi Agnes         | 5h22'26"             | 08-06-2019 ( arrivo a quota 2820 metri) |
| XIV      | Lewandowska Edyta    | 4h14'10'' (n.r.)     | 12 06 2021 (arrivo a quota 2820 metri)  |
| XV       | Bergaglio Ilaria     | 4h29'54''            | 11 06 2022 (arrivo a quota 2820 metri)  |
| XVI      | Beretta Gisella      | 4h40'20"             | 10 06 2023 (arrivo a quota 2820 metri)  |
| XVII     | Antonella Ciaramella | 4h50'00"             | 08/06/2024 (arrivo a quota 2820 metri)  |